# Resistència antimicrobiana

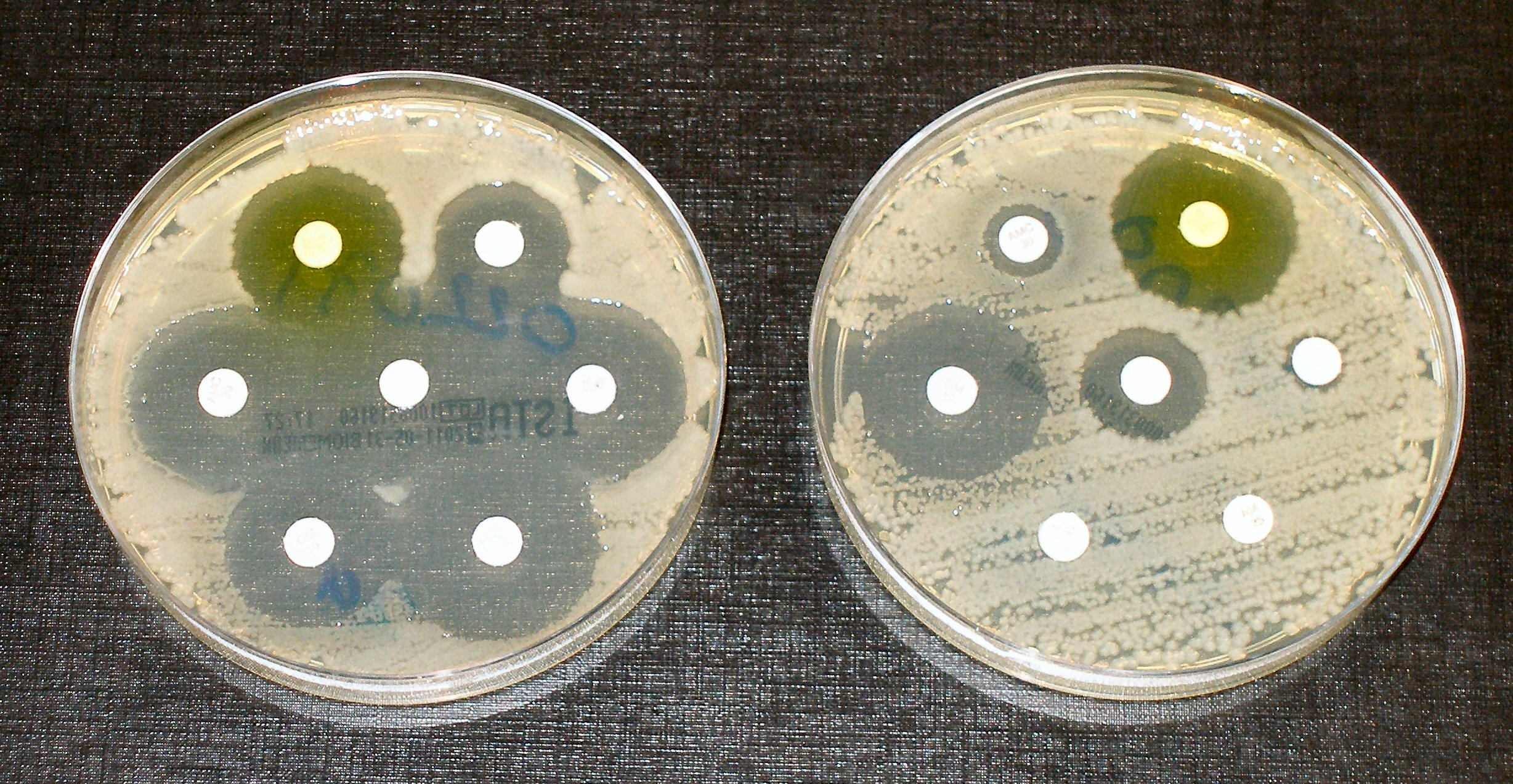
Placa de Petri per antibiograma: En la superfície de l'agar a créixer els bacteris s'hi han dipositat discos blancs, cadascun impregnat amb un antibiòtic diferent. Els anells clars, com els de l'esquerra, mostren que els bacteris no han crescut, cosa que indica que aquests bacteris no són resistents. Els bacteris de la dreta són totalment resistents a tots els set antibiòtics provats menys en dos amb sensibilitat completa i un amb resistència intermèdia.

La resistència antimicrobiana o resistència als antimicrobians (RAM) es produeix quan els microbis desenvolupen mecanismes que els protegeixen dels efectes dels antimicrobians. La resistència als antibiòtics és un subconjunt de la RAM, que s'aplica específicament als bacteris que es tornen resistents als antibiòtics. Les infeccions causades per microbis resistents són més difícils de tractar, i requereixen dosis més altes de fàrmacs antimicrobians o medicaments alternatius que poden resultar més tòxics. Aquests enfocaments també poden ser més cars. Els microbis resistents a múltiples antimicrobians s'anomenen microorganismes multiresistents (MMR).
Totes les classes de microbis poden desenvolupar resistència. Els fongs desenvolupen resistència antifúngica. Els virus desenvolupen resistència antivírica. Els protozous desenvolupen resistència als antiprotozoaris i els bacteris desenvolupen resistència als antibiòtics. Aquells bacteris que es consideren àmpliament resistents als medicaments o totalment resistents als medicaments de vegades s'anomenen "superbacteris". La resistència dels bacteris pot sorgir de manera natural per mutació genètica, o per una espècie que adquireix resistència d'una altra. La resistència pot aparèixer espontàniament a causa de mutacions aleatòries. Tanmateix, l'ús estès d'antimicrobians sembla fomentar la selecció de mutacions que poden fer que els antimicrobians siguin ineficaços.
La prevenció del mal ús d'antibiòtics, que pot conduir a la resistència als antibiòtics, inclou prendre antibiòtics només quan es prescriuen. Els antibiòtics d'espectre reduït són preferits als antibiòtics d'espectre ampli quan és possible, ja que dirigir-se amb eficàcia i precisió a organismes específics és menys probable que provoqui resistència, així com efectes secundaris. Per a les persones que prenen aquests medicaments a casa, l'educació sobre l'ús adequat és essencial. Els proveïdors d'atenció mèdica poden minimitzar la propagació d'infeccions resistents mitjançant l'ús d'un sanejament i higiene adequats, inclòs el rentat de mans i la desinfecció entre pacients, i haurien d'animar el mateix al pacient, als visitants i als familiars.
L'augment de la resistència als medicaments és causat principalment per l'ús d'antimicrobians en humans i altres animals, i la propagació de soques resistents entre els dos. La creixent resistència també s'ha relacionat amb l'alliberament d'efluents inadequats de la indústria farmacèutica, especialment als països on es fabriquen medicaments a granel. Els antibiòtics augmenten la pressió selectiva a les poblacions bacterianes, provocant la mort dels bacteris vulnerables; això augmenta el percentatge de bacteris resistents que continuen creixent. Fins i tot a nivells molt baixos d'antibiòtic, els bacteris resistents poden tenir un avantatge de creixement i créixer més ràpidament que els bacteris vulnerables. A mesura que la resistència als antibiòtics es fa més freqüent, hi ha més necessitat de tractaments alternatius. Es fan peticions de noves teràpies antibiòtiques, però el desenvolupament de nous fàrmacs és cada cop més rar.
La resistència als antimicrobians està augmentant a escala mundial a causa de l'augment de la prescripció i la dispensació de fàrmacs antibiòtics als països en desenvolupament. Les estimacions són que es produeixen entre 700.000 i diversos milions de morts a l'any i segueixen representant una amenaça important per a la salut pública a tot el món. Segons estimacions de l'Organització Mundial de la Salut (OMS), tres-cents cinquanta milions de morts podrien ser causades per la RAM l'any 2050. Aleshores, el nombre de morts anual serà de deu milions, segons un informe de les Nacions Unides.
Hi ha crides públiques a l'acció col·lectiva global per abordar l'amenaça que inclouen propostes de tractats internacionals sobre resistència als antimicrobians. La resistència als antibiòtics a tot el món no està completament identificada, però els països més pobres amb sistemes sanitaris més febles es veuen més afectats. Durant la pandèmia de COVID-19, l'acció contra la resistència als antimicrobians es va alentir perquè els científics es van centrar més en la investigació del SARS-CoV-2.